# Kachupada
Kachupada è il quinto album di Carmen Souza pubblicato in Germania dalla casa discografica Galileo Music Communication. Tutti i testi delle canzoni sono scritti da Carmen Souza eccetto i brani di musica tradizionale My Favorite Things che è cantata con il testo originale in inglese.

## Tracce
1. Manhã 1 De Dezembro – 4:34 (musica: Theo Pas'cal)
2. Donna Lee – 2:57 (testo: Carmen Souza – musica: Miles Davis)
3. Luta – 4:15 (musica: Theo Pas'cal)
4. My Favourite Things – 5:25 (testo: Oscar Hammerstein II – musica: Richard Rodgers)
5. Ivanira – 3:41 (testo: Carmen Souza – musica: arr. Theo Pas'cal)
6. Xinxiroti – 3:55 (musica: Theo Pas'cal)
7. Terra Sab – 4:09 (musica: Theo Pas'cal)
8. Origem – 0:49
9. 6 On Na Tarrafal – 3:17 (musica: tradizionale)
10. Vida Facil – 3:48 (musica: tradizionale)
11. T Chega – 2:36 (musica: Tuche)
12. Koladjazz – 4:20 (musica: Carmen Souza)
13. Novo Dia – 4:04 (musica: Theo Pas'cal)

## Musicisti
- Carmen Souza: voce e chitarra acustica
- Theo Pas'cal: basso elettrico, percussioni, chitarra e voce, Backing Vocals
- Mauricio Zottarelli: batteria
- João Frade: accordion
- Tuche: chitarra acustica
- Guto Lucena: Flauto, Sax tenore
- João Moreira: Flicorno soprano
- Jonathan Idiagboyna: pianoforte